# قايا سلطان
السلطانة قايا واسمها الكامل أسمهان قايا سلطان (بالتركية العثمانية:Ismihan kaya sultan) ولدت في سنة 1633م وتوفيت في سنة 1659م هي سلطانة عثمانية ابنة السلطان مراد الرابع من عائشة خاصكي سلطان، تزوجت من ملك أحمد باشا في عام 1644، وتوفيت بعد الولادة بفترة قصيرة في عمر 26 بسبب ألم الولادة.

## حياتها
كانت قايا ابنة السلطان مراد الرابع، في سن ال 13 حين تزوجت السلطانة قايا من ملك أحمد باشا وأصبح الوزير الأعظم وكان في عمر 50 سنة، تزوجت في 1644، ومع ذلك كانت السلطانة قايا معادية له وفي ليلة زواجهما ضربته بخنجر.

## بعد وفاتها
أمر الوزير الأعظم كوبرولو محمد باشا بالاستيلاء على ثروات السلطانة قايا، على الرغم من وجود زوج السلطانة قايا وابنتها، وكان هذا وفقًا لنظام حيازة الأراضي العثمانية ونظام تيمار، في نظام تيمار تتم إعادة توزيع الأراضي بعد وفاة الشخص بدلاً من أن يتم تمريرها إلى الاجيال القادمة ويمكن للسلطان توزيع قطع أخرى من الأرض لهؤلاء الأفراد، وتزوج زوجها ملك أحمد باشا بعد وفاتها من عمتها فاطمة سلطان.